# Ruth Seopedi Motau
Ruth Seopedi Motau (geb. 1968) ist eine südafrikanische Fotografin, die derzeit in Johannesburg, Südafrika, lebt und arbeitet. Motau ist die erste schwarze Fotografin, die als Bildredakteurin bei einer südafrikanischen Zeitung angestellt war. Ihre sozialdokumentarischer Fotografie ist vom Fotojournalismus beeinflusst und thematisiert die Marginalisierung schwarzer Menschen und Gemeinschaften.

## Leben
Motau wurde in Meadowlands Zone 2 in Soweto, geboren. Sie ist das jüngste von neun Kindern. Sie besuchte die Tswelelang Primary School, anschließend die Thutolore Secondary School in Meadowlands, Soweto, und das Turret College, das vom South African Committee for Higher Education Trust (SACHED) gegründet wurde. Sie besuchte anschließend das George Tabor College (heute George Tabor Campus des South West Gauteng TVET College) in Soweto als Dreherin, was sie jedoch nicht weiter verfolgte. Motau entdeckte ihre Leidenschaft für die Fotografie 1990, als sie ein Studium am Market Photo Workshop in Johannesburg begann.

## Werdegang
Nach Abschluss des dreijährigen Kurses am Market Photo Workshop arbeitete Motau als Praktikantin bei der Zeitung Mail & Guardian (von 1993 bis 1995) und arbeitete daraufhin von 1995 bis 2002 als Fotografin und Bildredakteurin. Von 2004 bis 2008 war sie als Bildredakteurin bei der südafrikanischen Zeitung The Sowetan und von 2008 bis 2010 bei City Press angestellt. Sie hat zahlreiche dokumentarische Fotoessays und -serien fertiggestellt, darunter Shebeens, Sonnyboy’s Story, oder Women and Municipal Service Delivery. Ihre Arbeiten wurden international ausgestellt und mehrfach ausgezeichnet. Ihr Einfluss und ihr Erbe auf die Dokumentarfotografie in Südafrika werden durch Plattformen wie das Photography Legacy Project (initiiert von der Goodman Gallery, dem David Goldblatt Legacy Trust und Wits Historical Papers) gewürdigt.

## Künstlerische Praxis
Im Kontext der von Bildern saturierten Welt, in der es Fotografen vor allem um die Erzeugung neuer Bilder und der Einhaltung von Fristen geht, verfolgt Motau einen anderen, persönlicheren Ansatz. Sie spricht Menschen persönlich an, die in ihren Fotos abgebildet sind, bevor sie mit dem Fotografieren beginnt. Statt unüberlegt und ohne Vorbereitung zu fotografieren, vergewissert sie sich, dass die Person ihr Einverständnis gegeben haben, fotografiert zu werden. Wenn sie an einer Bildstrecke arbeitet, verbringt sie auch Zeit mit den Menschen, um eine intime Bindung aufzubauen und das Vertrauen der Teilnehmer in der jeweiligen Gemeinschaft zu gewinnen, in der sie arbeitet.
Erwähnenswert ist auch die Tatsache, dass sie nach Abschluss eines bestimmten Werks immer versucht, die Bilder den Menschen zu zeigen, die sie fotografiert hat, damit diese sich mit dem Werk auseinandersetzen können.
Motau nennt den ehemaligen Präsidenten Nelson Mandela als eine der wichtigsten Personen, die sie ebenfalls inspiriert haben. Eine prägende Erinnerung war, dass er sich ihr vorstellte, als sie den Auftrag hatte, ihn zu fotografieren, obwohl es ganz offensichtlich war, wer er war.
Ihre Arbeit wird durch die Bescheidenheit ihrer Haltung gegenüber den Menschen und Geschichten, die sie verfolgt, sichtbar. Es handelt sich um gesellschaftspolitische Geschichten, die unsere Gemeinschaften täglich betreffen und die normalerweise für Boulevardgeschichten übersehen werden.

## Auszeichnungen
- 2001 SABC-Preis für Frauen in Journalismus und Medien[10]
- 1997 Freedom Forum Fellowship, Rhodes University[11]

## Ausstellungen (Auswahl)
Paris Photo internationale Photographie Messe, repräsentiert durch die Goodman Gallery, Johannesburg
Yithi Laba. Eine Gruppenausstellung kuratiert von Lindeka Qampi, Neo Ntsoma, Zanele Muholi, Ruth Motau und Berni Searle am Market Photo Workshop, Johannesburg
2006
Ranjith Kally, Senzeni Marasela und Ruth Motau in der Goodman Gallery
2002
South African Family Stories: A Group Portrait. IZIKO South African National Gallery, Cape Town; KIT Tropenmuseum, Amsterdam
1995
Black Looks, White Myths Ausstellung anlässlich der Johannesburg Biennale, kuratiert von Octavio Zaya, Danielle Tilkin und Tumelo Mosaka
Bienal de São Paulo, São Paulo, Brasilien